# Білецький Максим Андрійович
Максим Андрійович Білецький (7 січня 1980) — український футболіст. 
Півзахисник ярославського «Шинника».
Народився 7 січня 1980 року в місті Ромни, Сумська область, УРСР.
Першим професійним клубом був московський ЦСКА. У 2001 році перейшов до московського «Торпедо-ЗІЛ» (зараз ФК «Москва»), в якому грав до 2005 року. З 2006 року Максим виступав у складі ФК «Ростов». В російській прем'єр-лізі півзахисник провів 121 матч, забив 8 голів.
Протягом 2007—2009 років виступав у складі одеського «Чорноморця».
Викликався до національної збірної України, однак участі в офіційних матчах не брав.

## Досягнення і нагороди
- Медаль «За працю і звитягу» (2006)[1]